# Holocaust Memorial on Miami Beach
Het Holocaust Memorial is een gedenkteken voor de Holocaust en is gelegen op Meridian Avenue in Miami Beach, Florida. Het werd bedacht door een commissie van Holocaust-overlevenden in 1984, Holocaust Memorial Committee, een in 1985 officieel opgerichte non-profitorganisatie. Het werd ontworpen door Kenneth Treister en geplaatst op een door de gemeente aangewezen plek, tussen Meridian Avenue en Dade Boulevard. Het gedenkteken werd geopend op zondag 4 februari 1990, met Nobelprijswinnaar Elie Wiesel als gastspreker op de inwijdingceremonie.

## Galerij

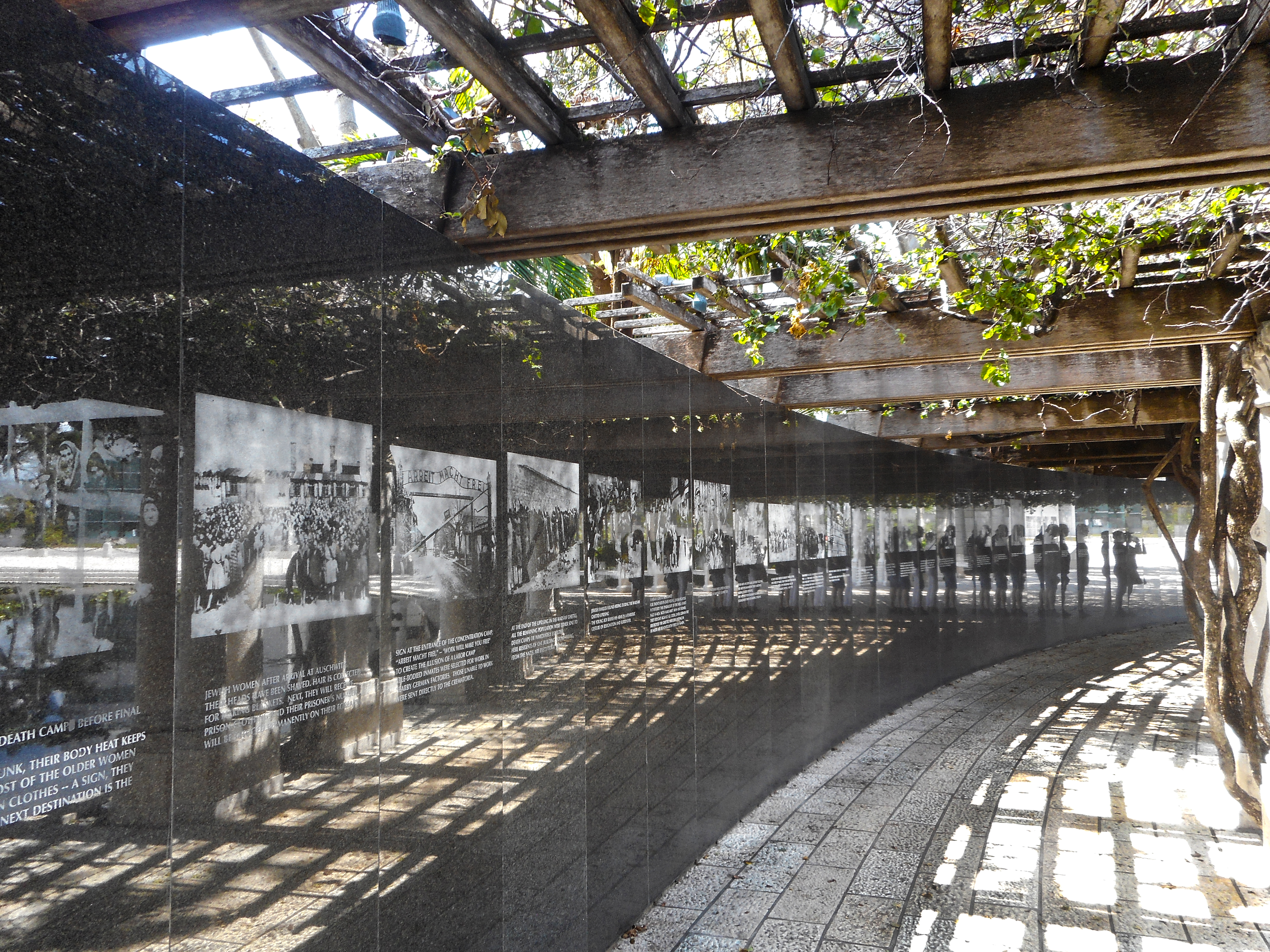
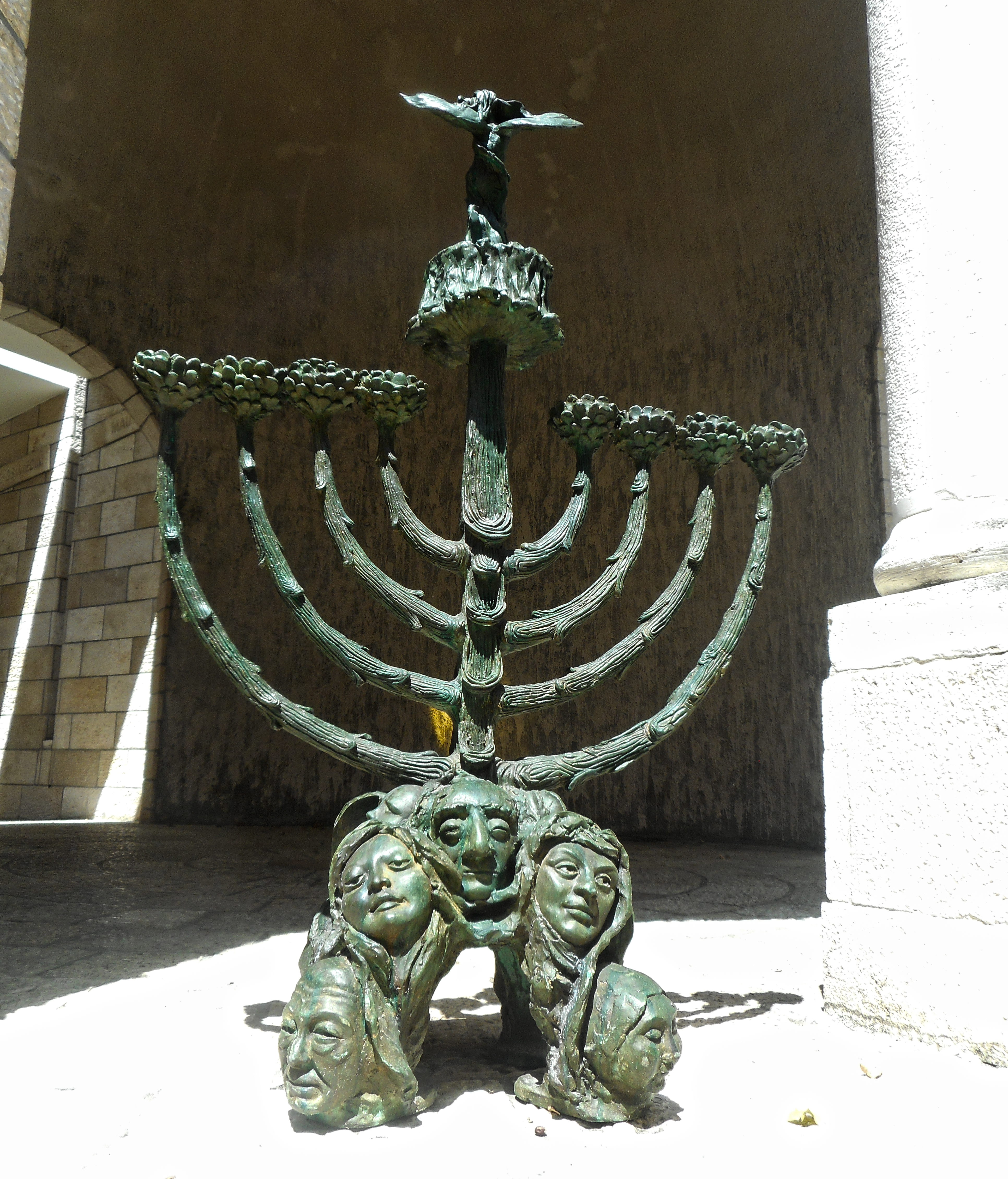
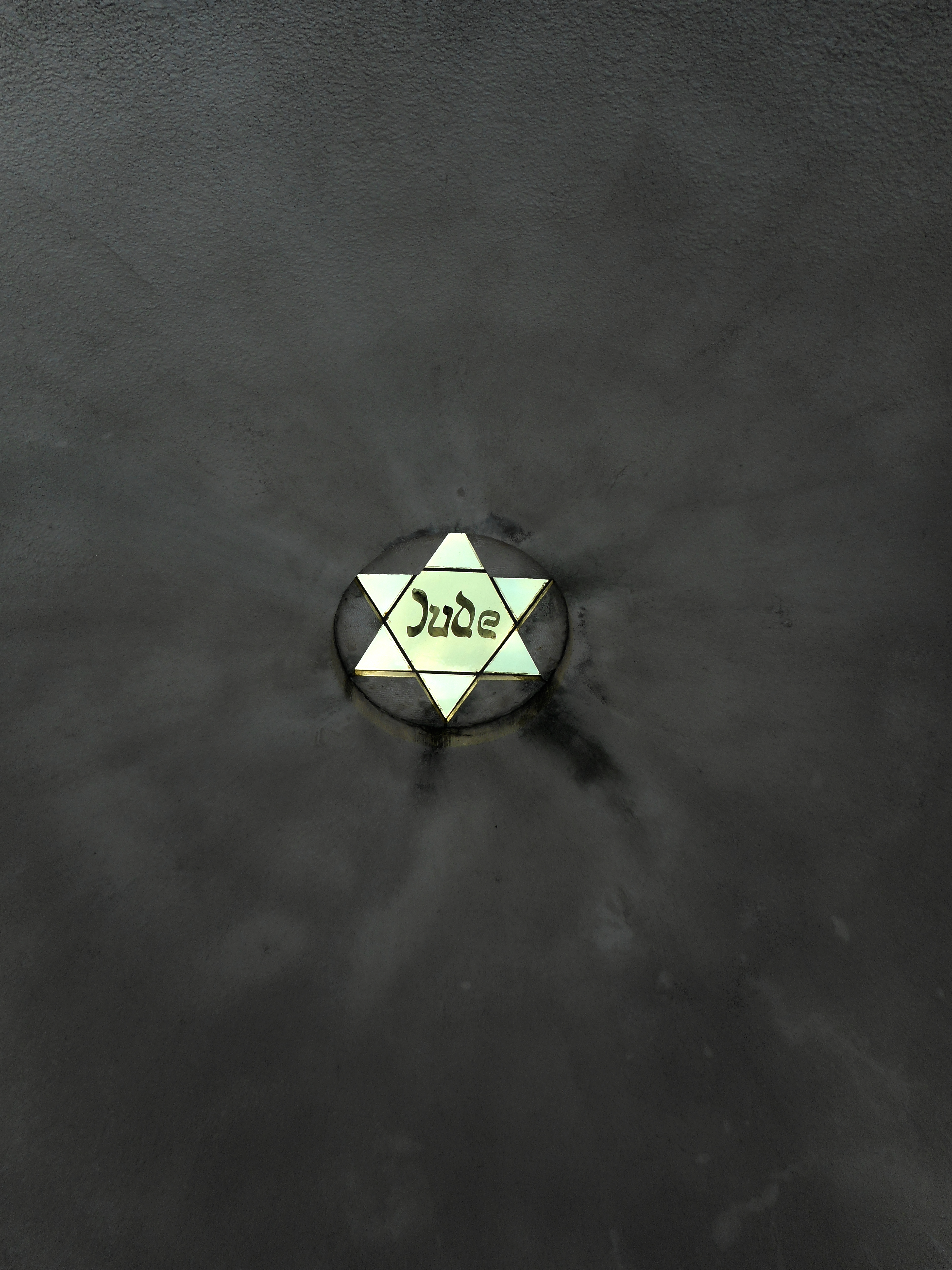
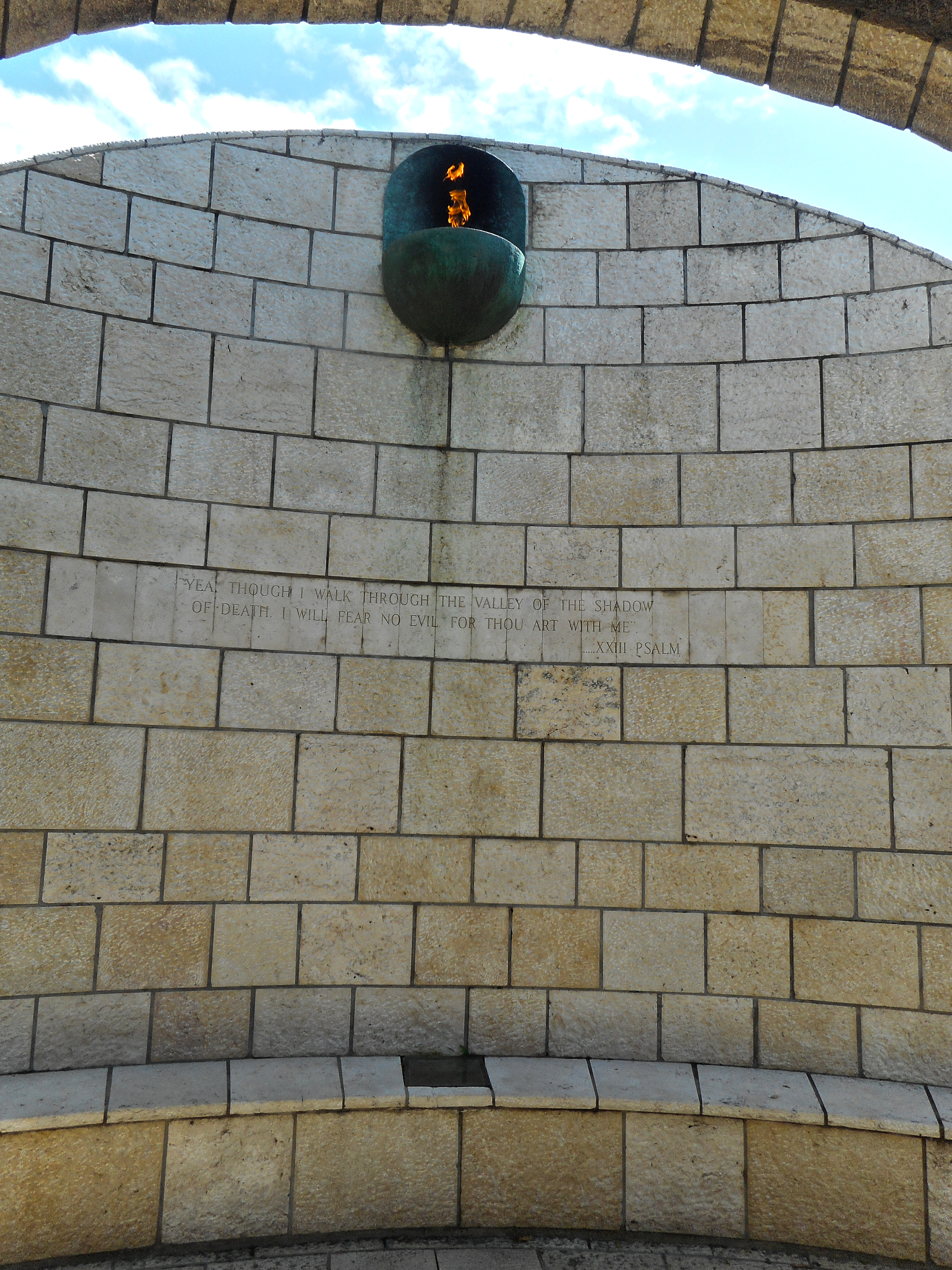
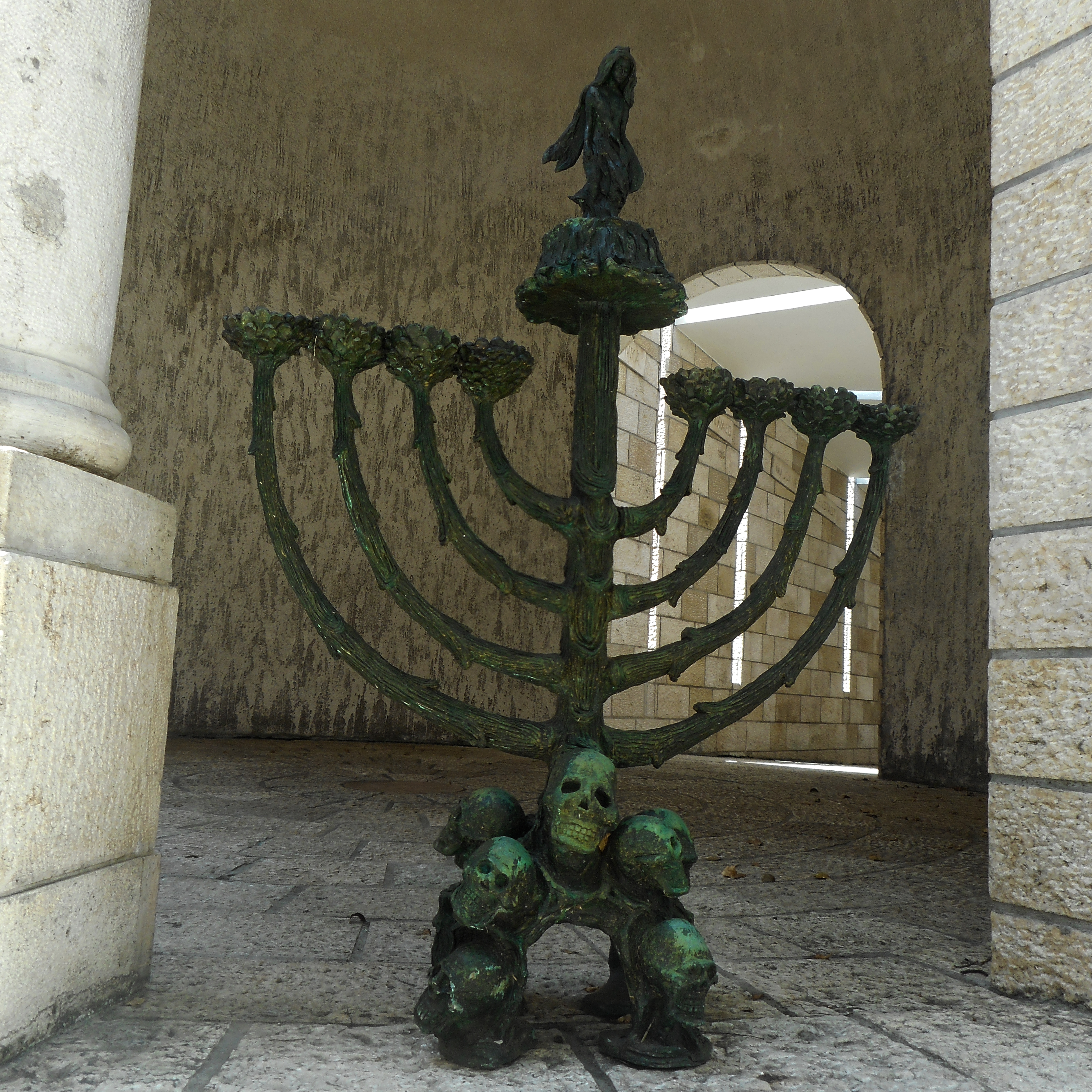
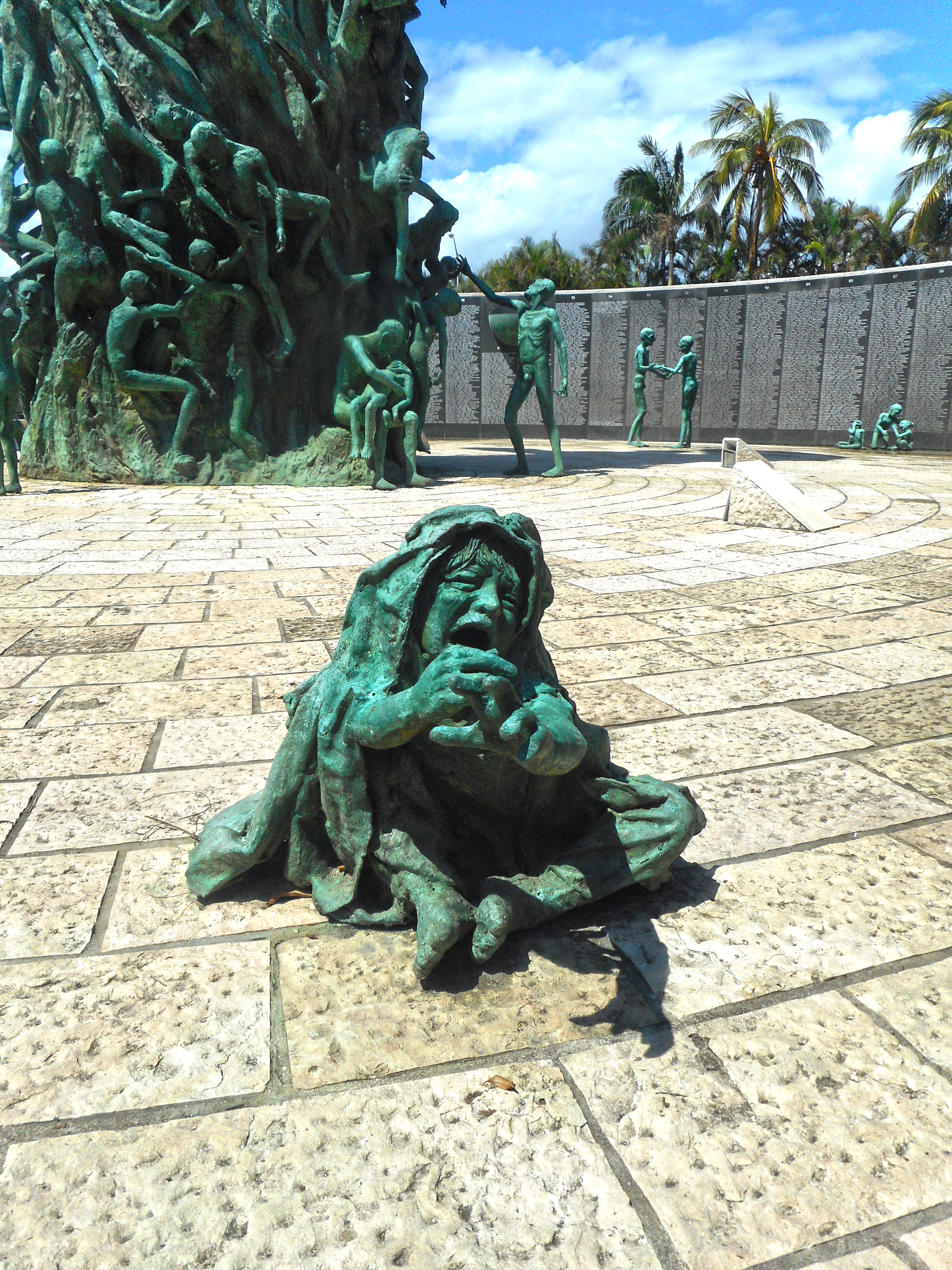
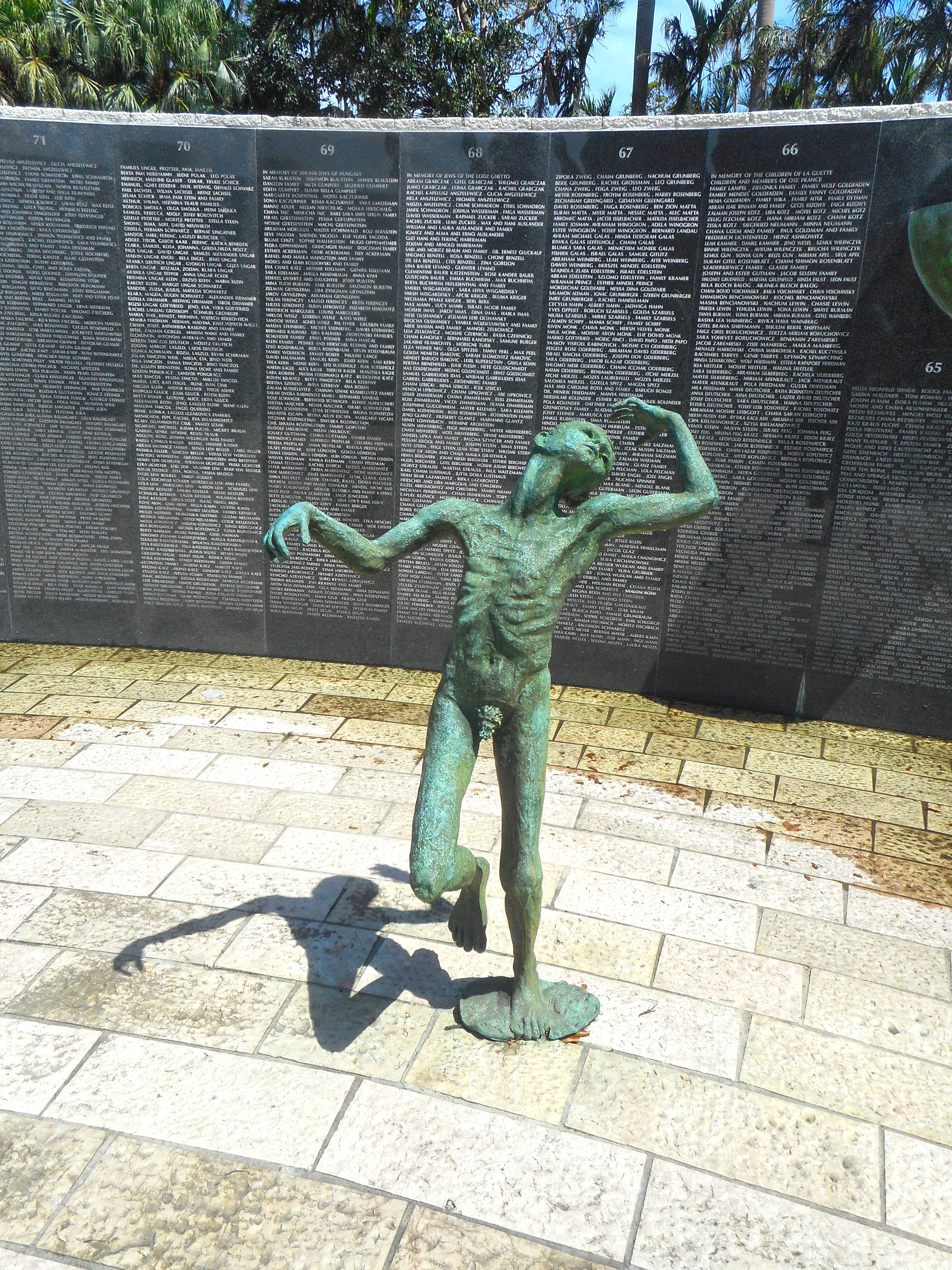
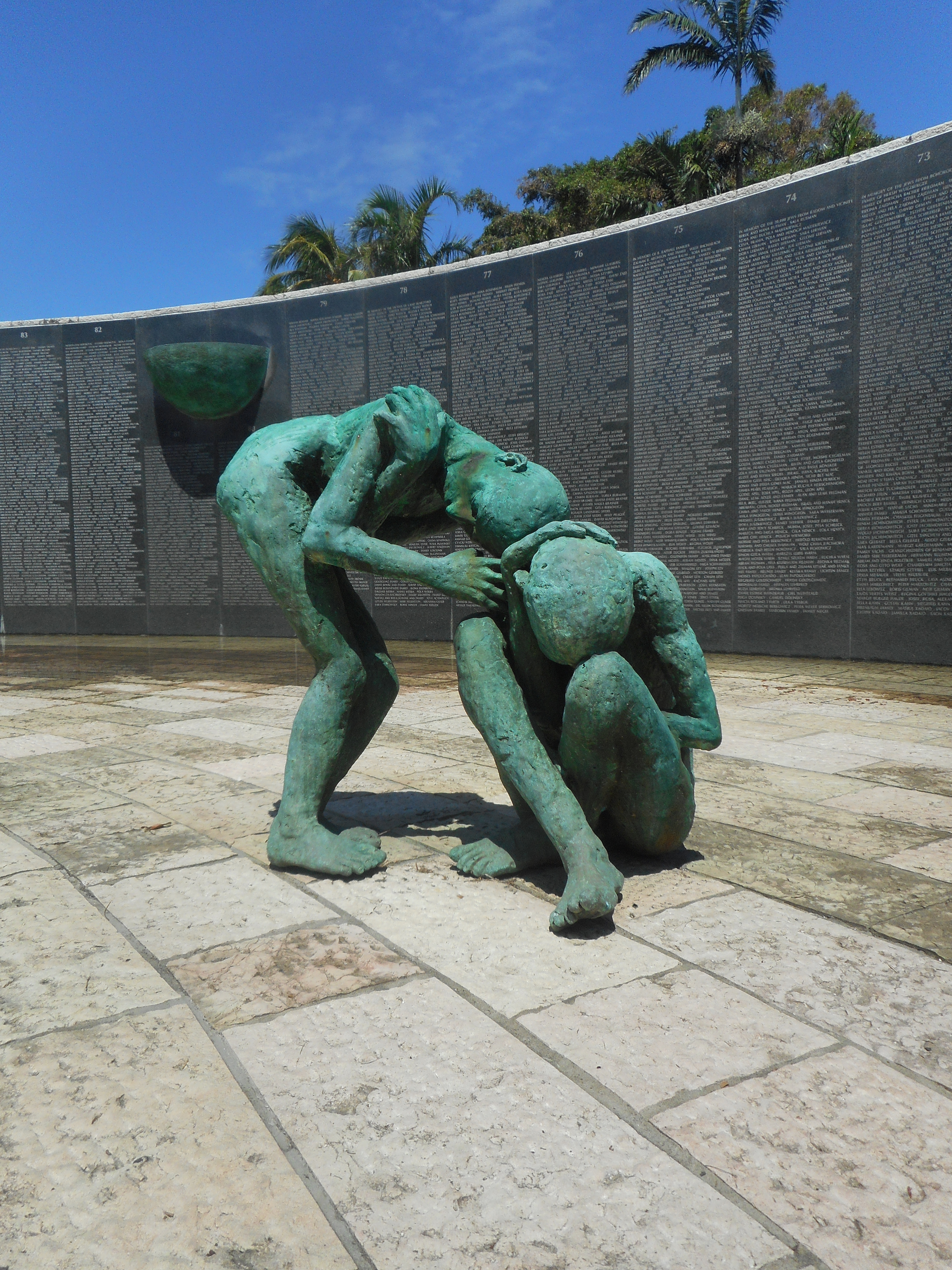
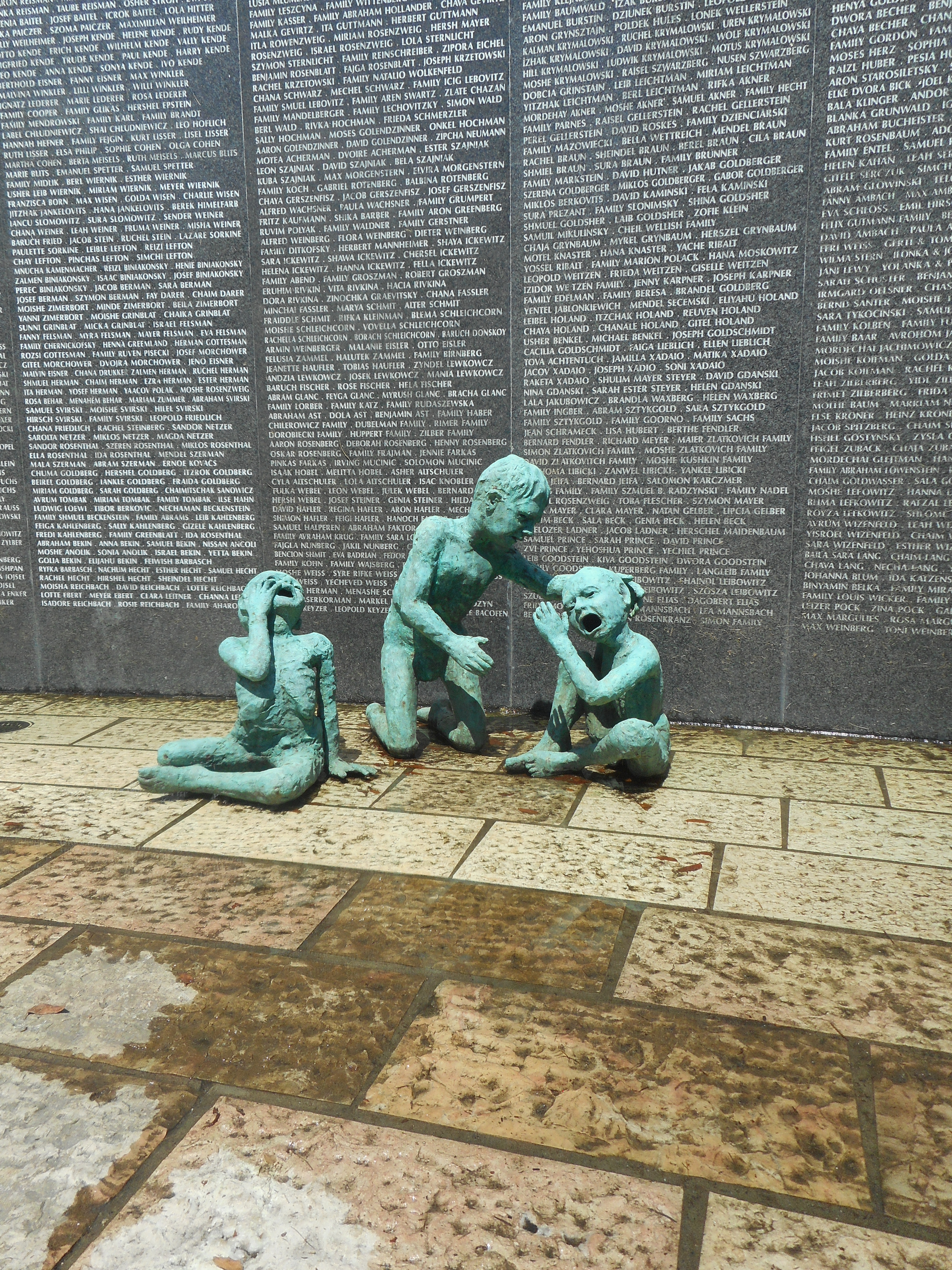
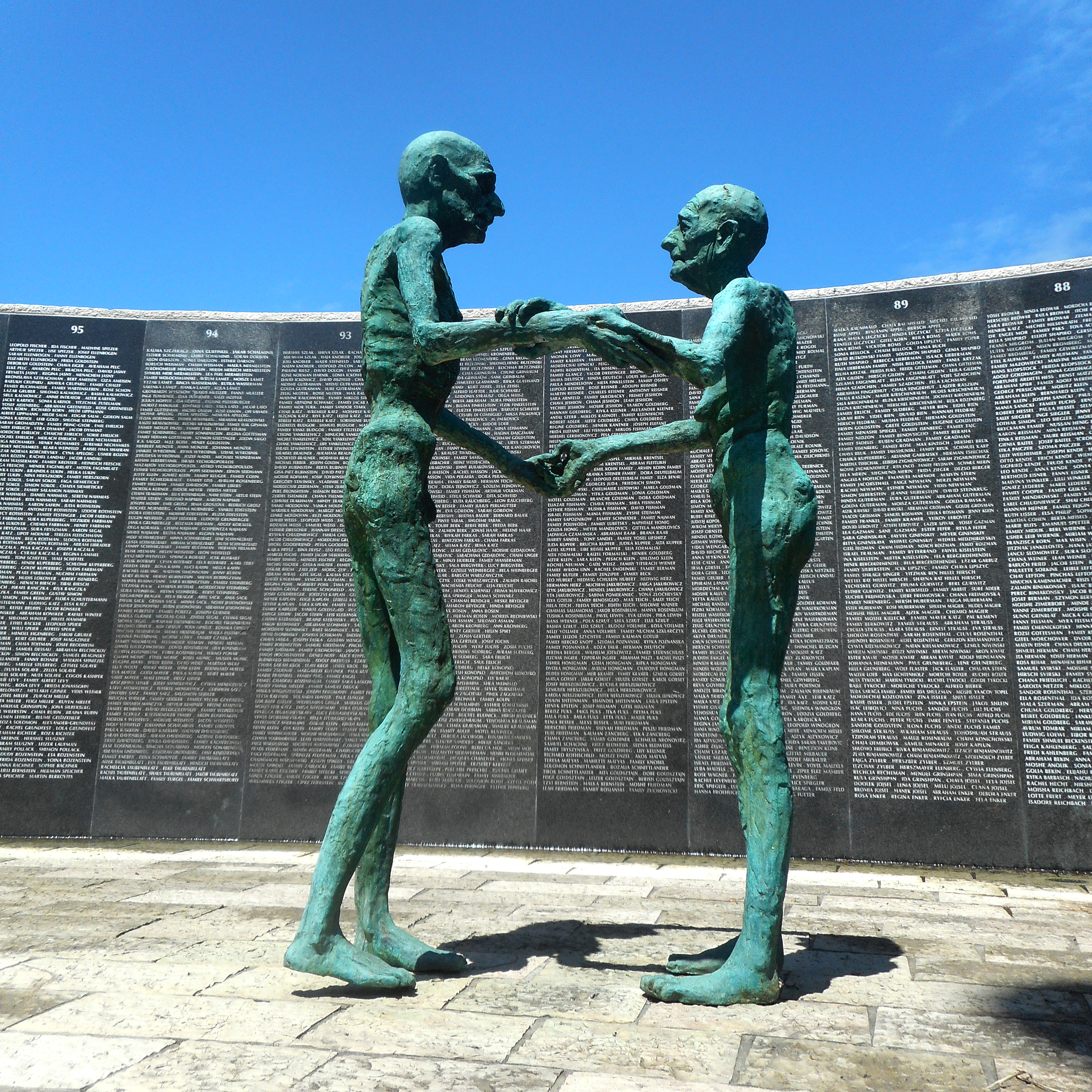
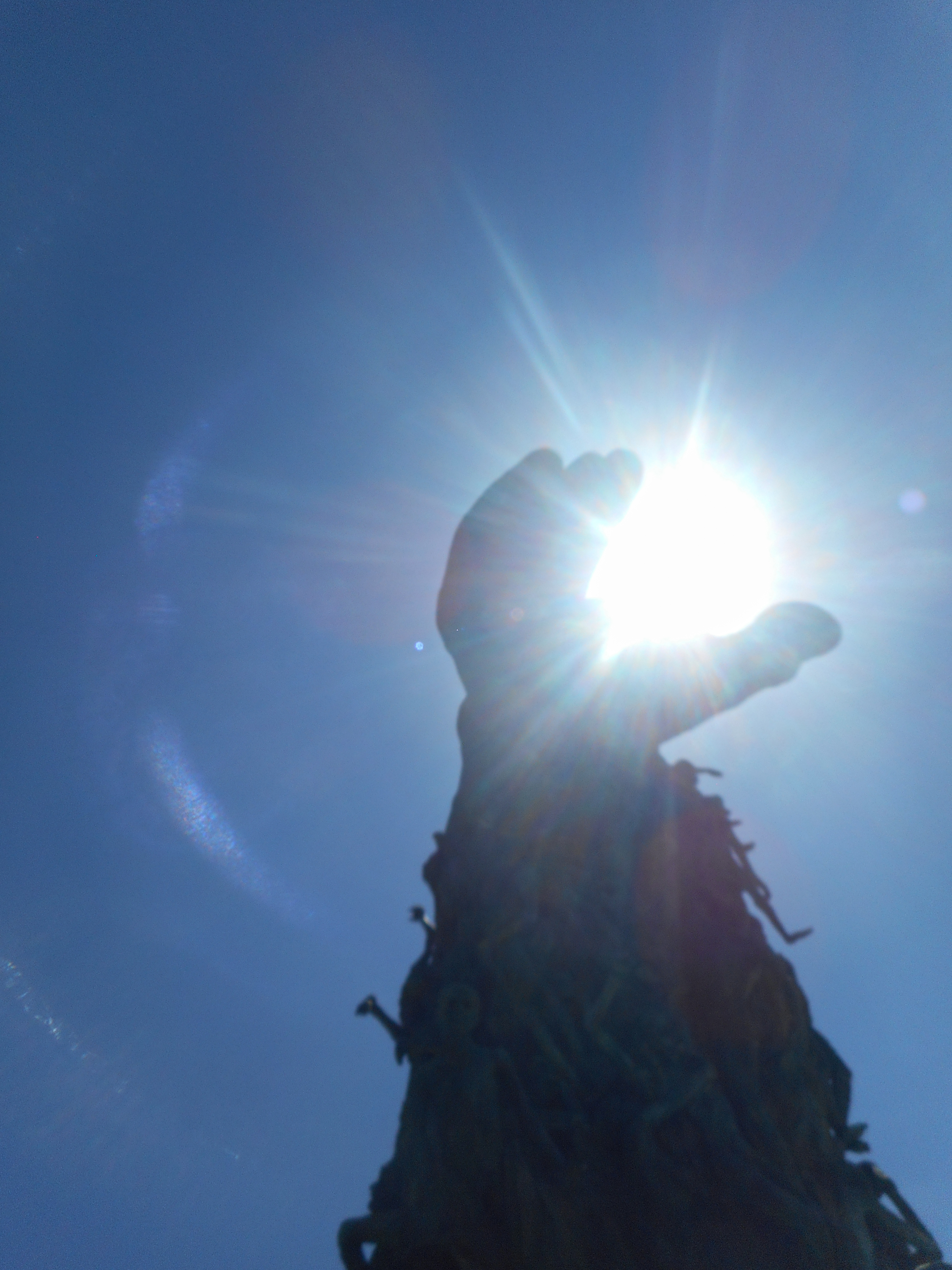
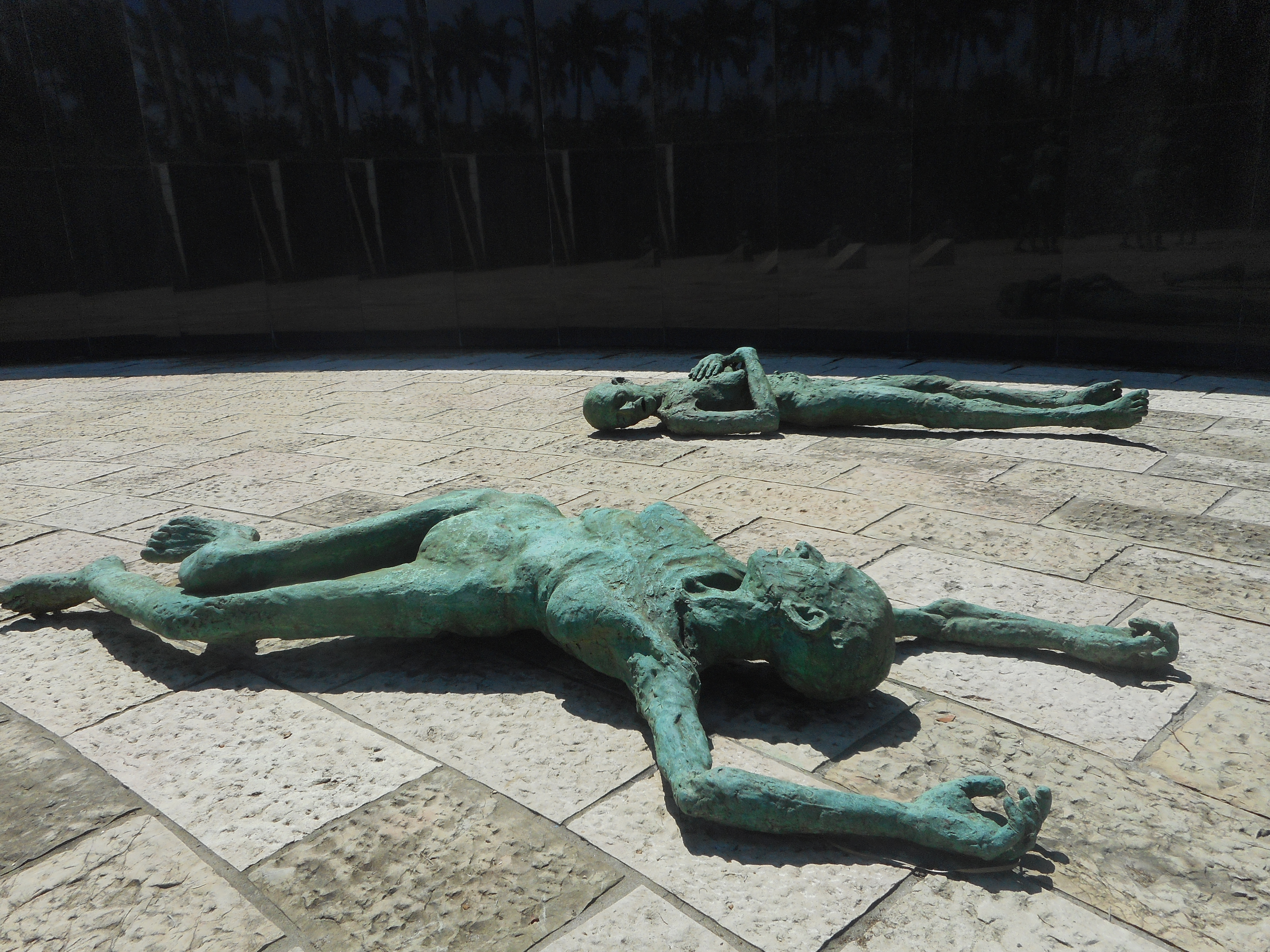
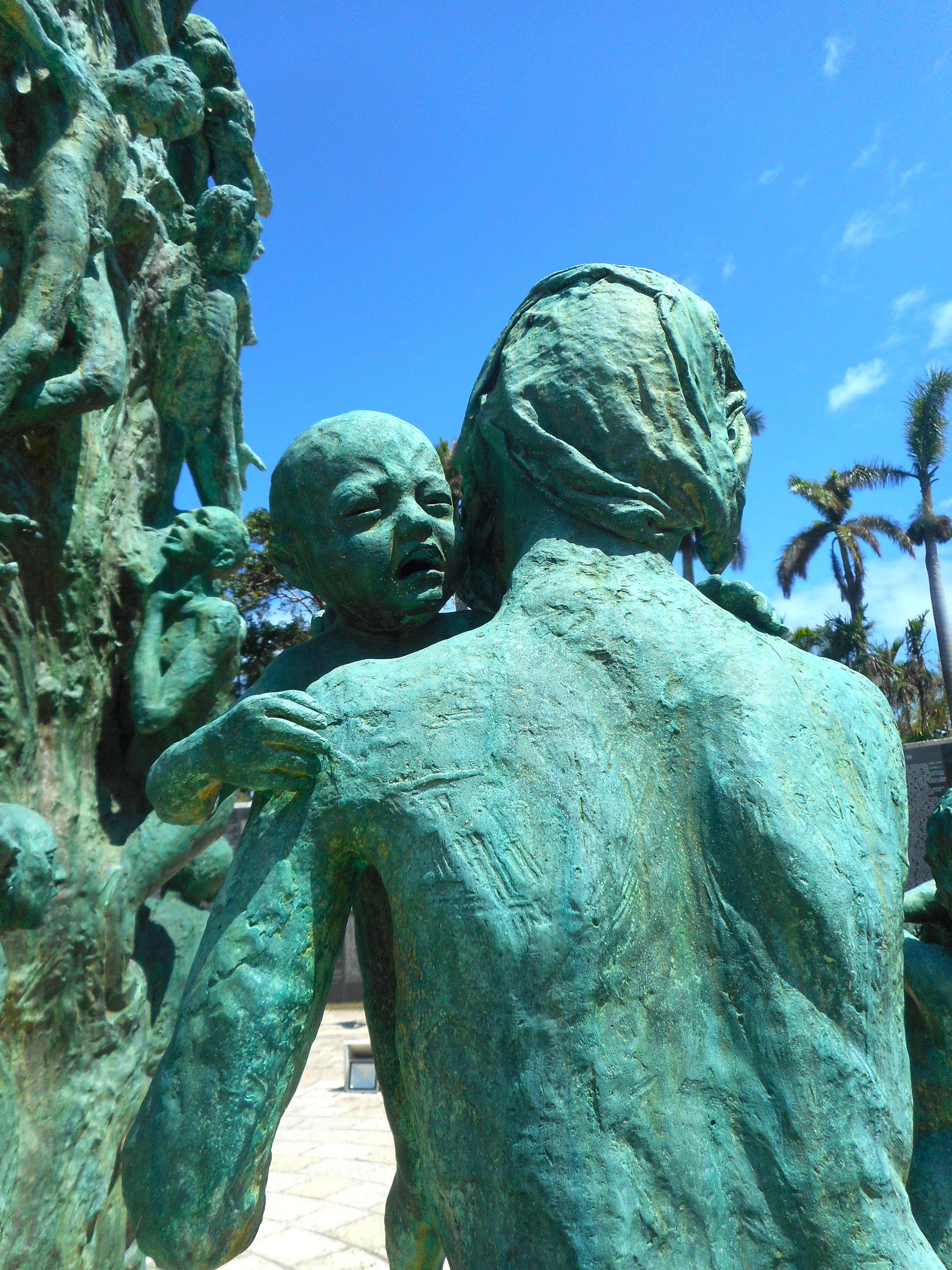
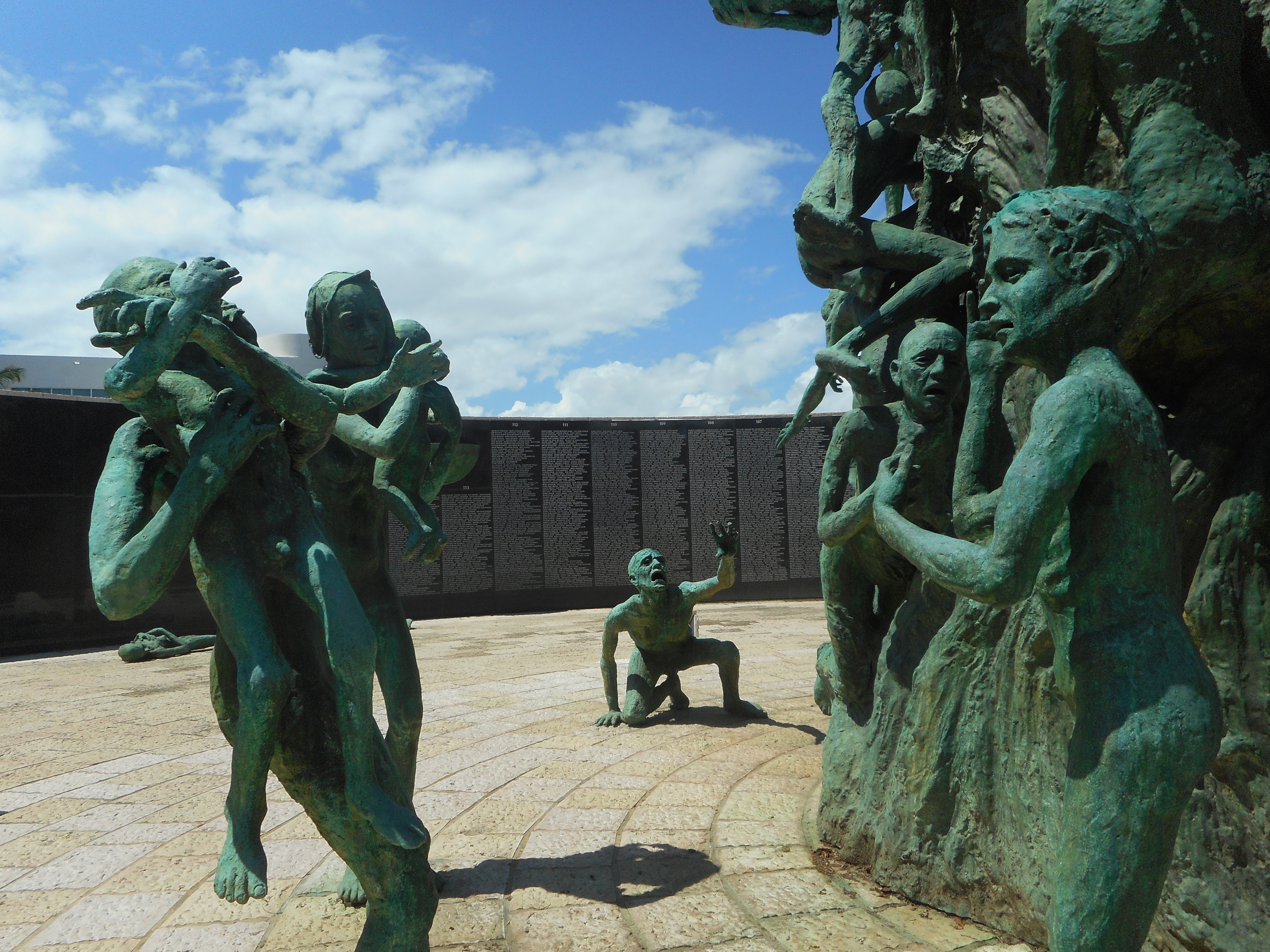
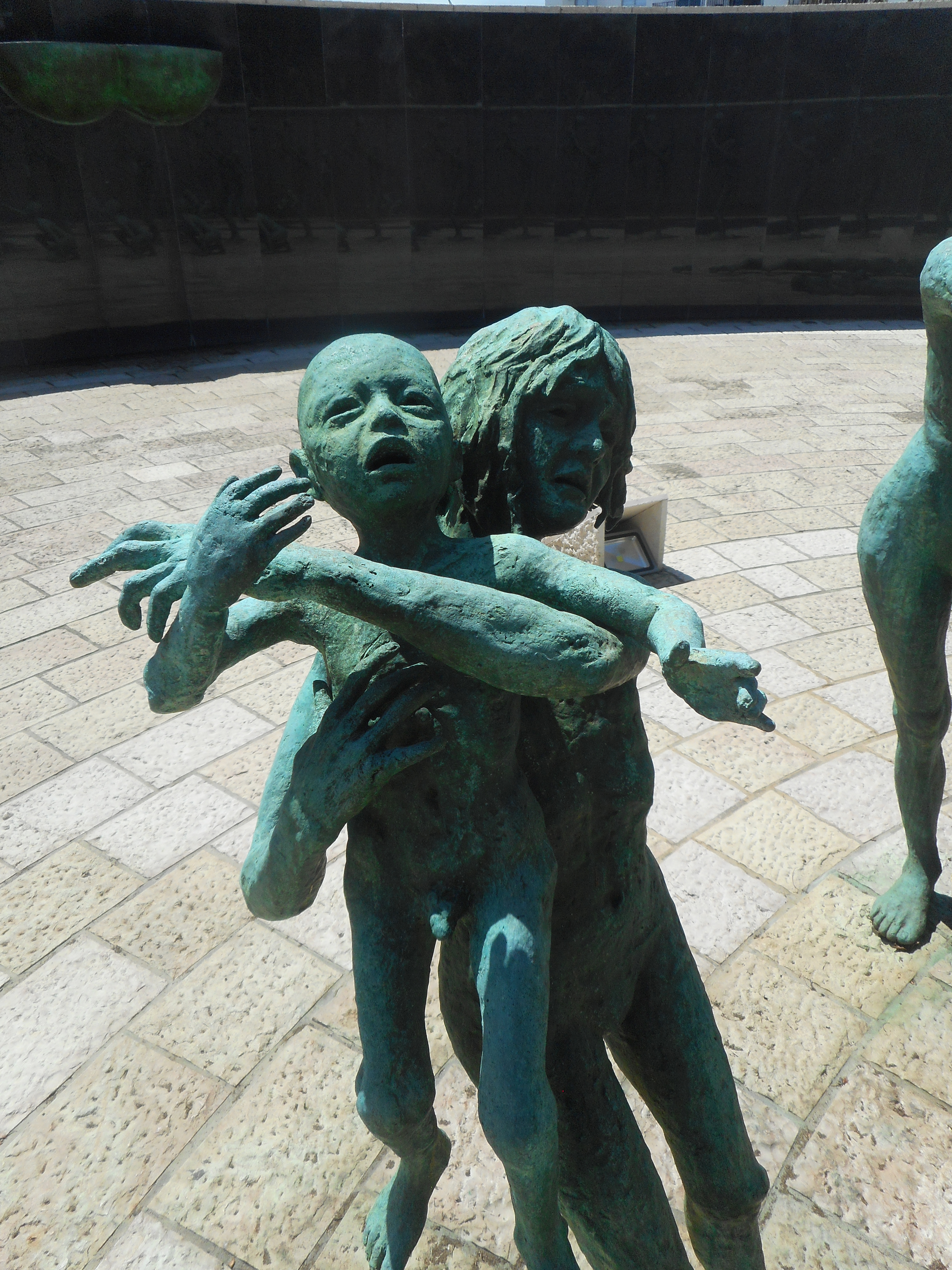
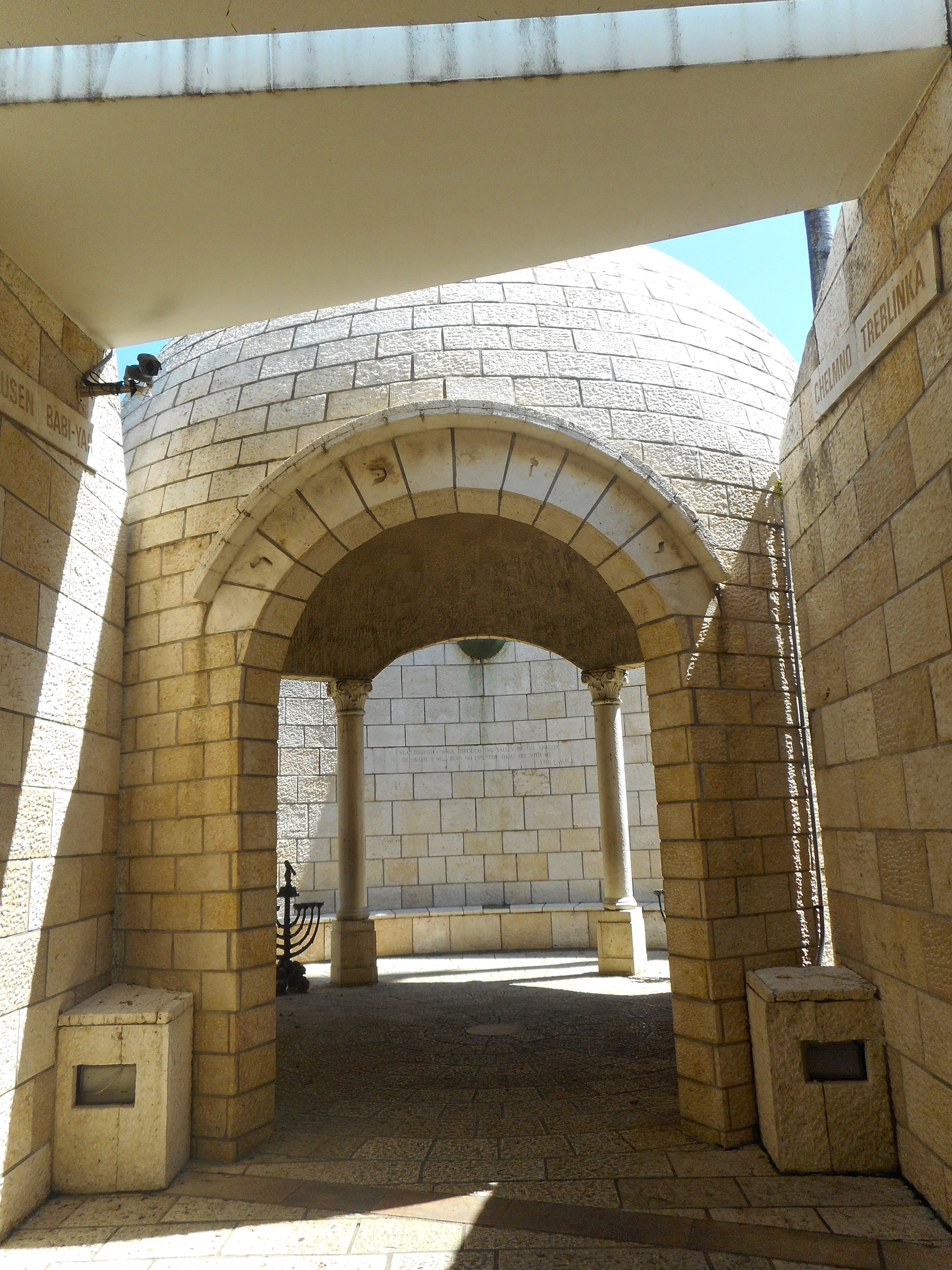
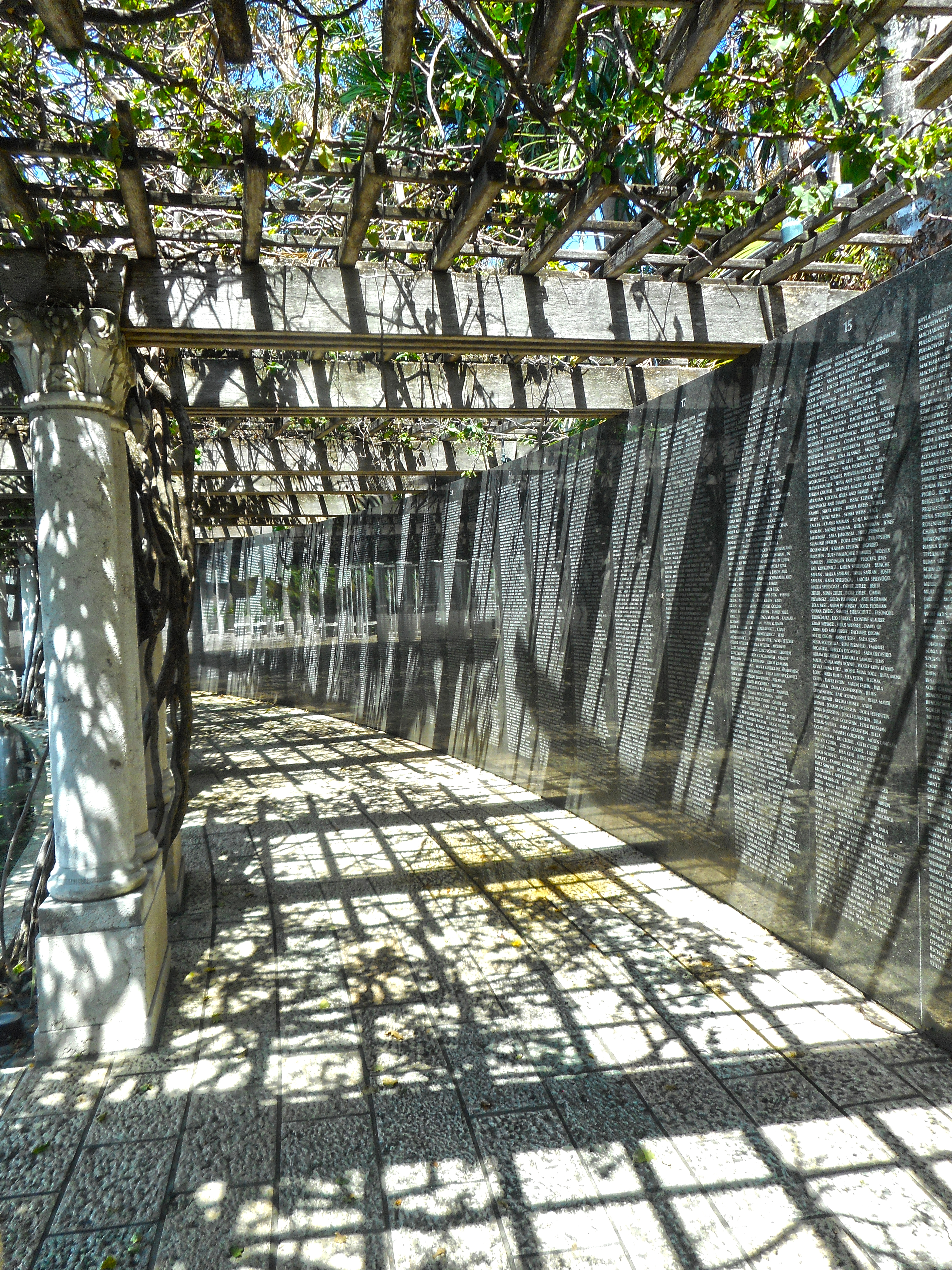
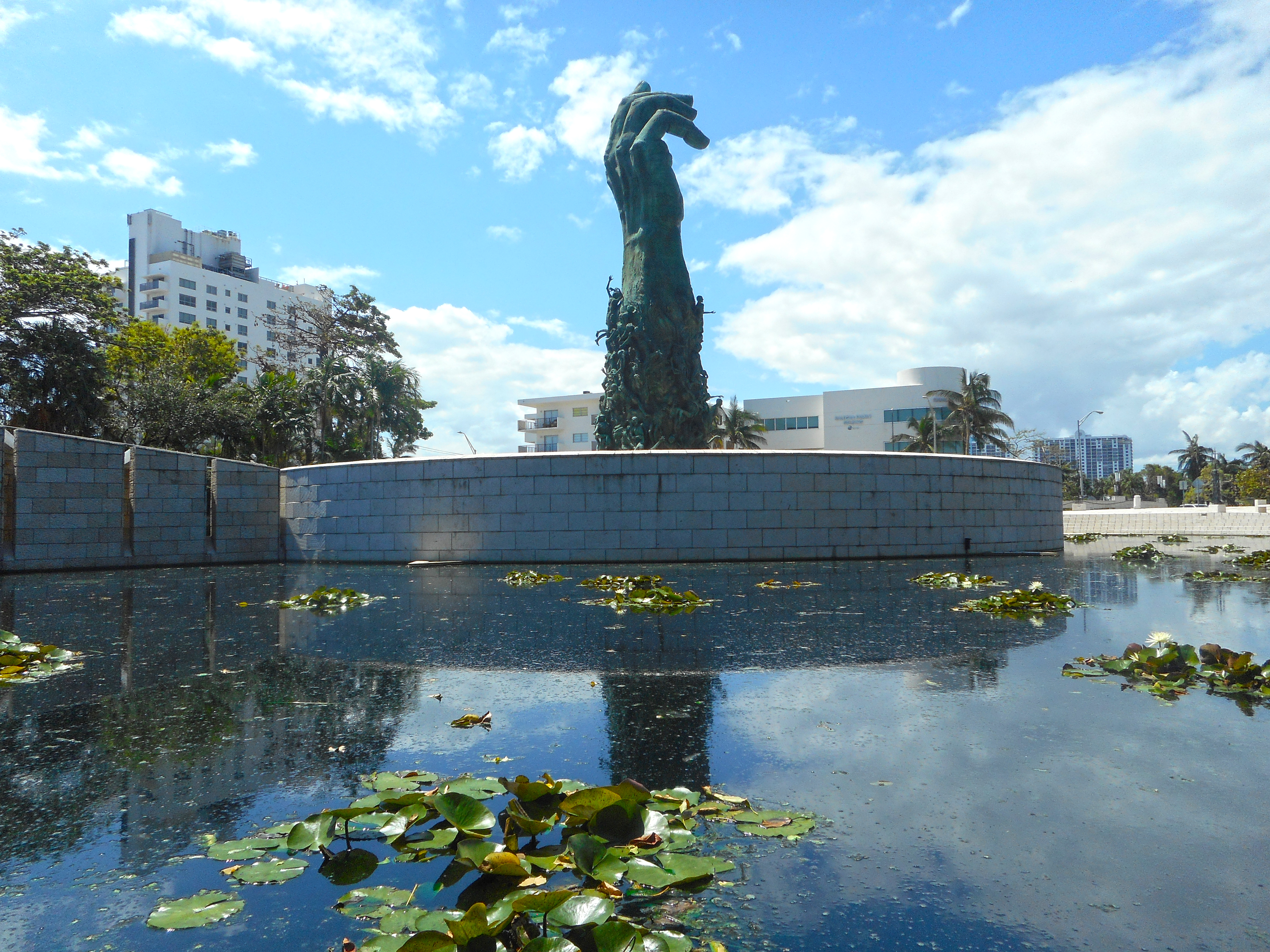
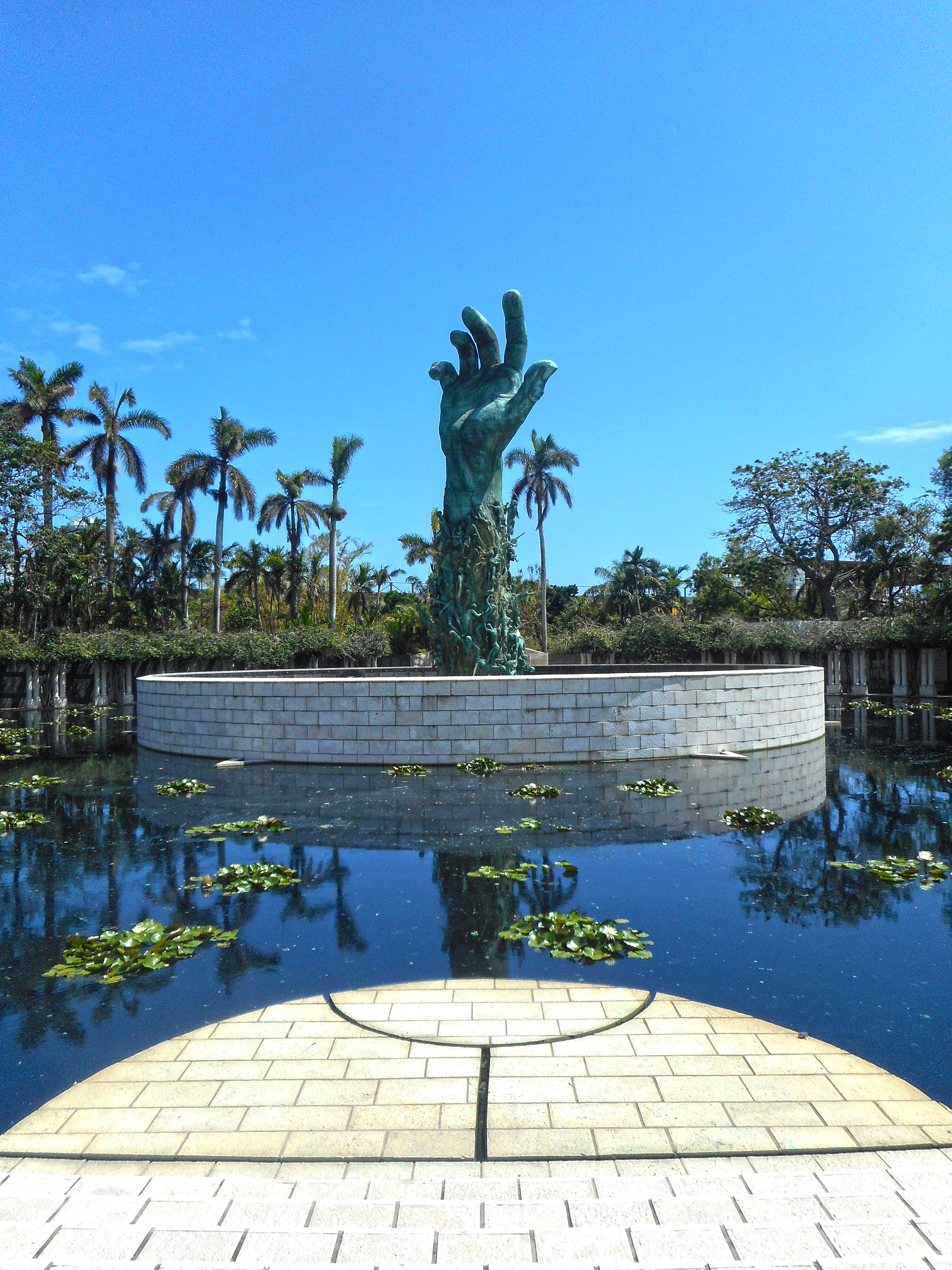
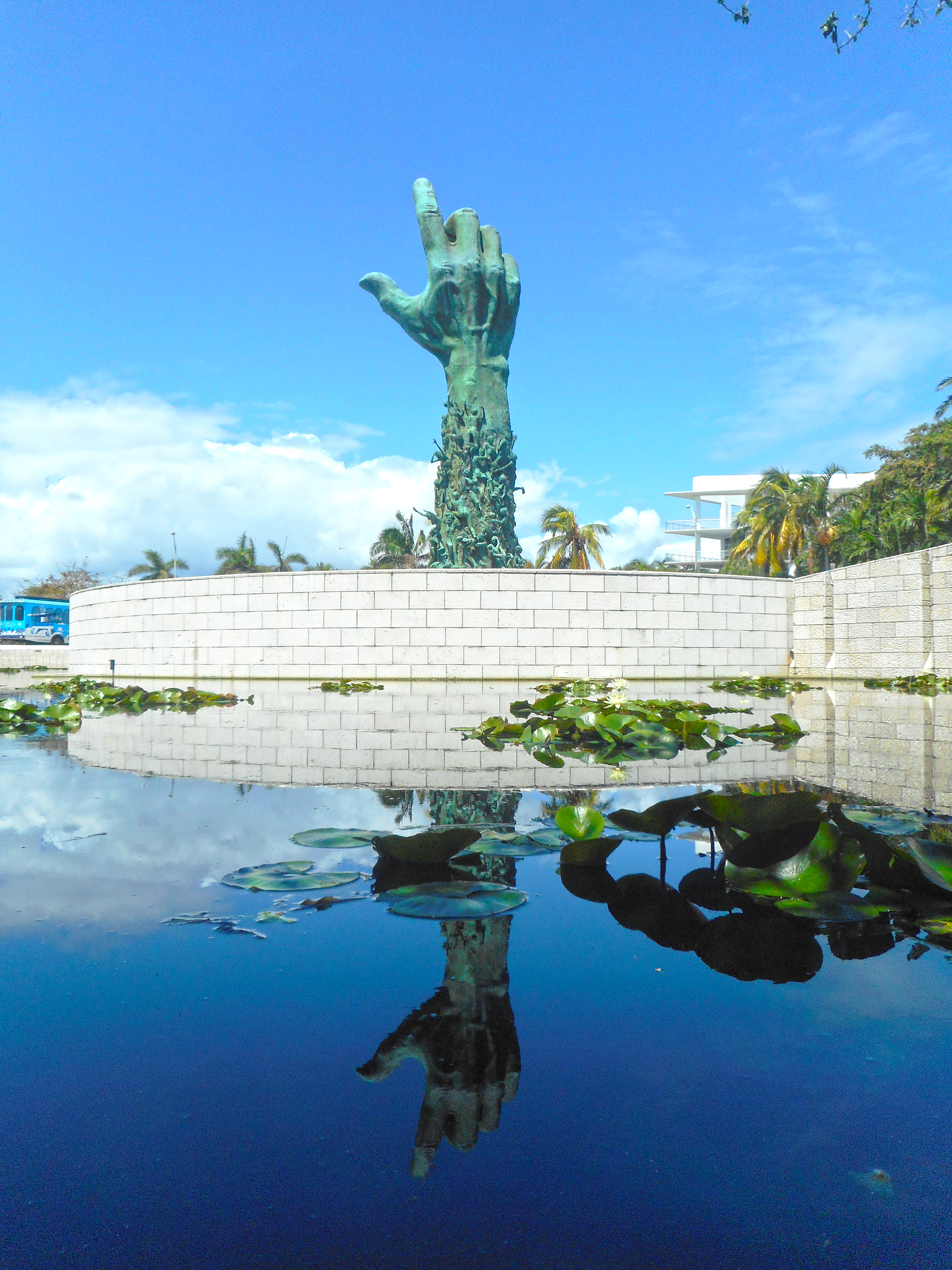
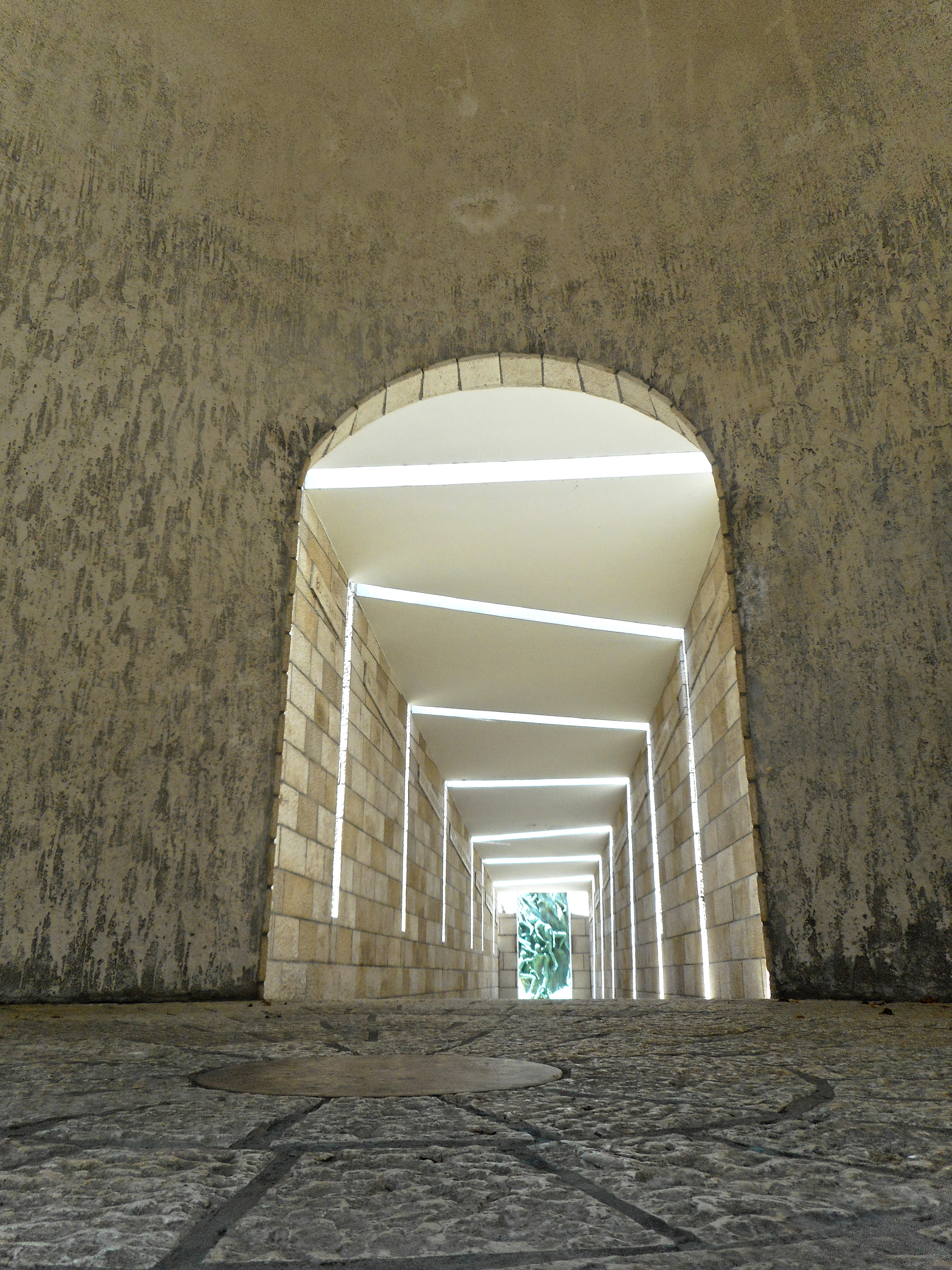
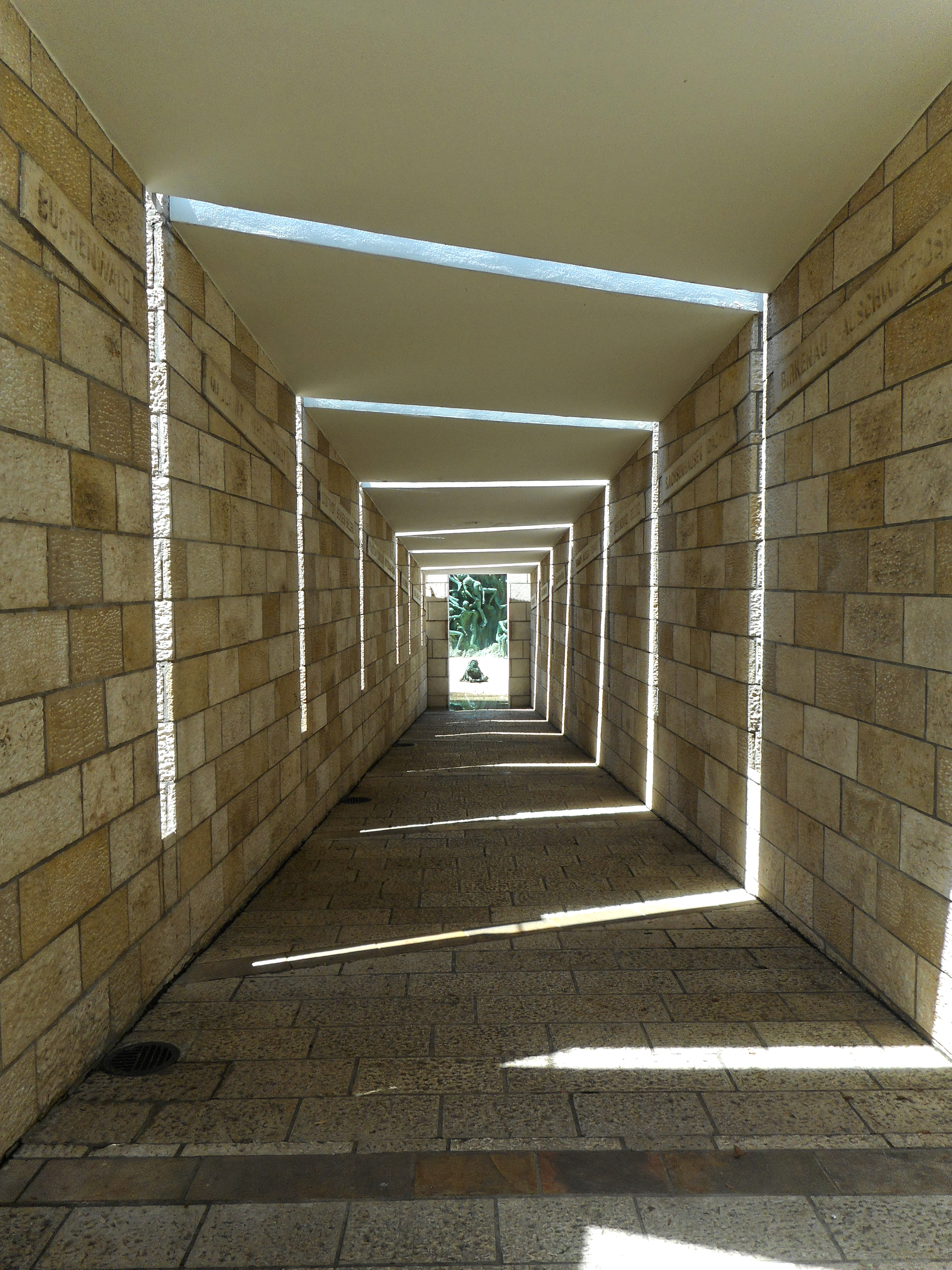
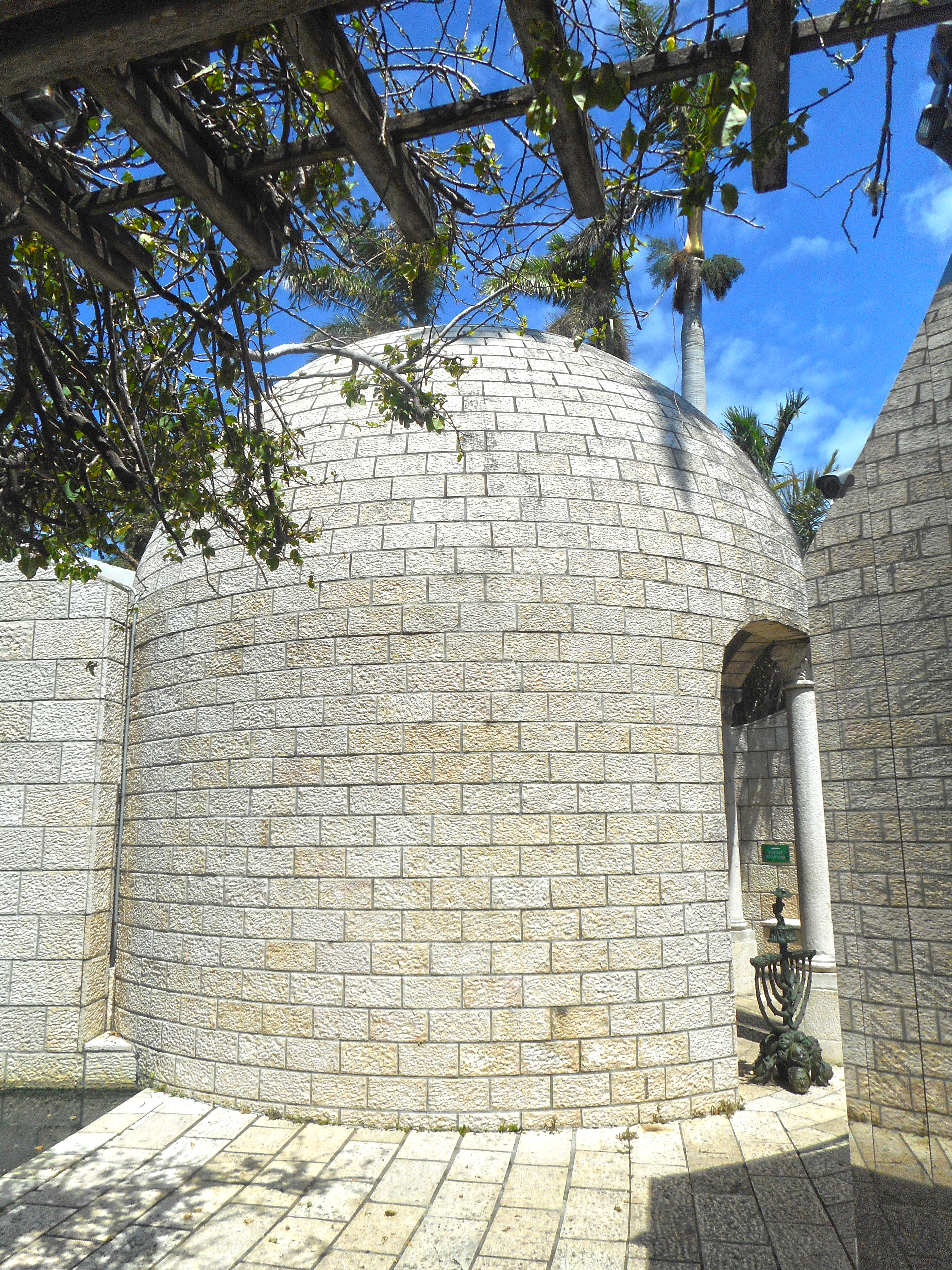
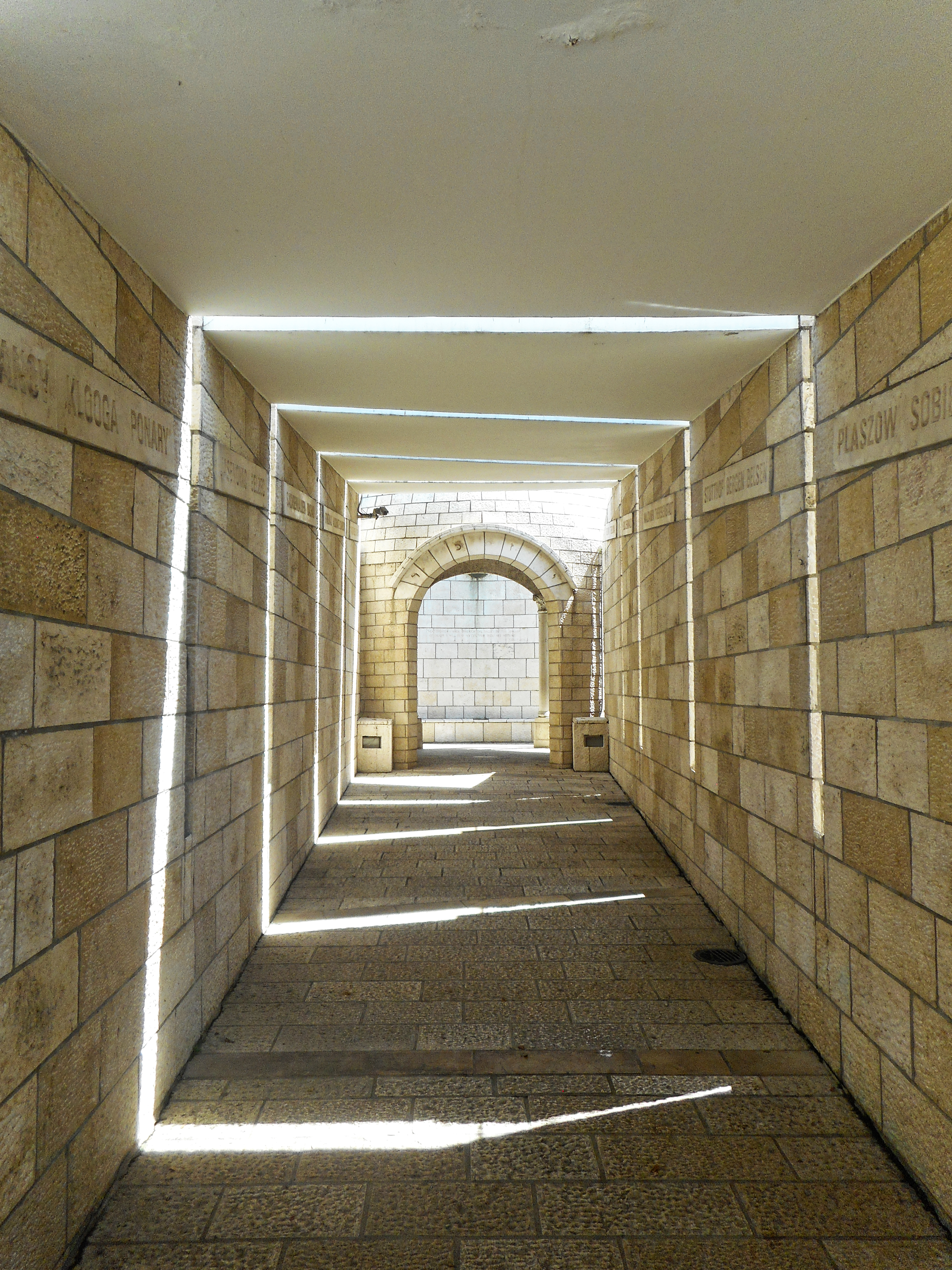
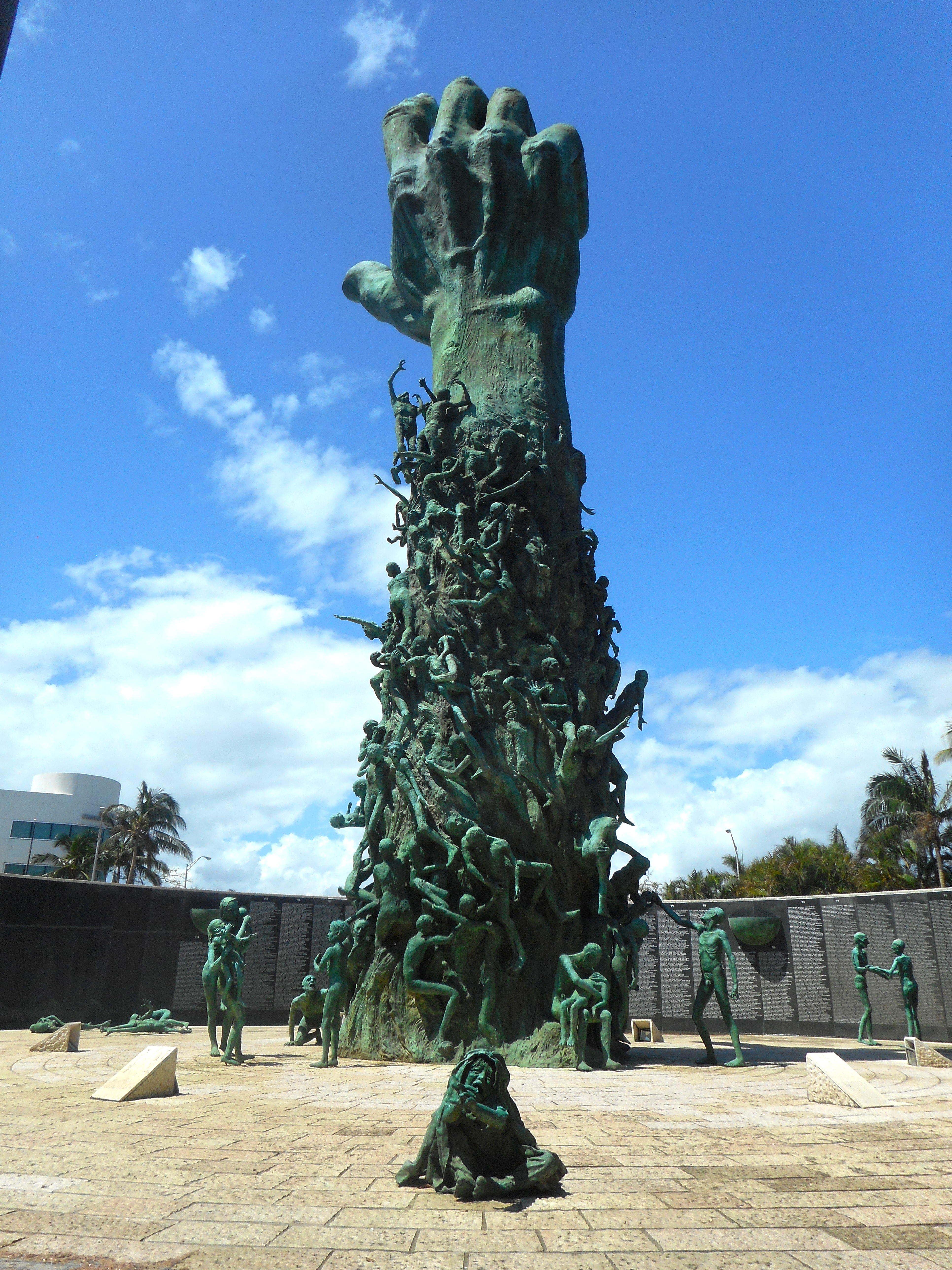
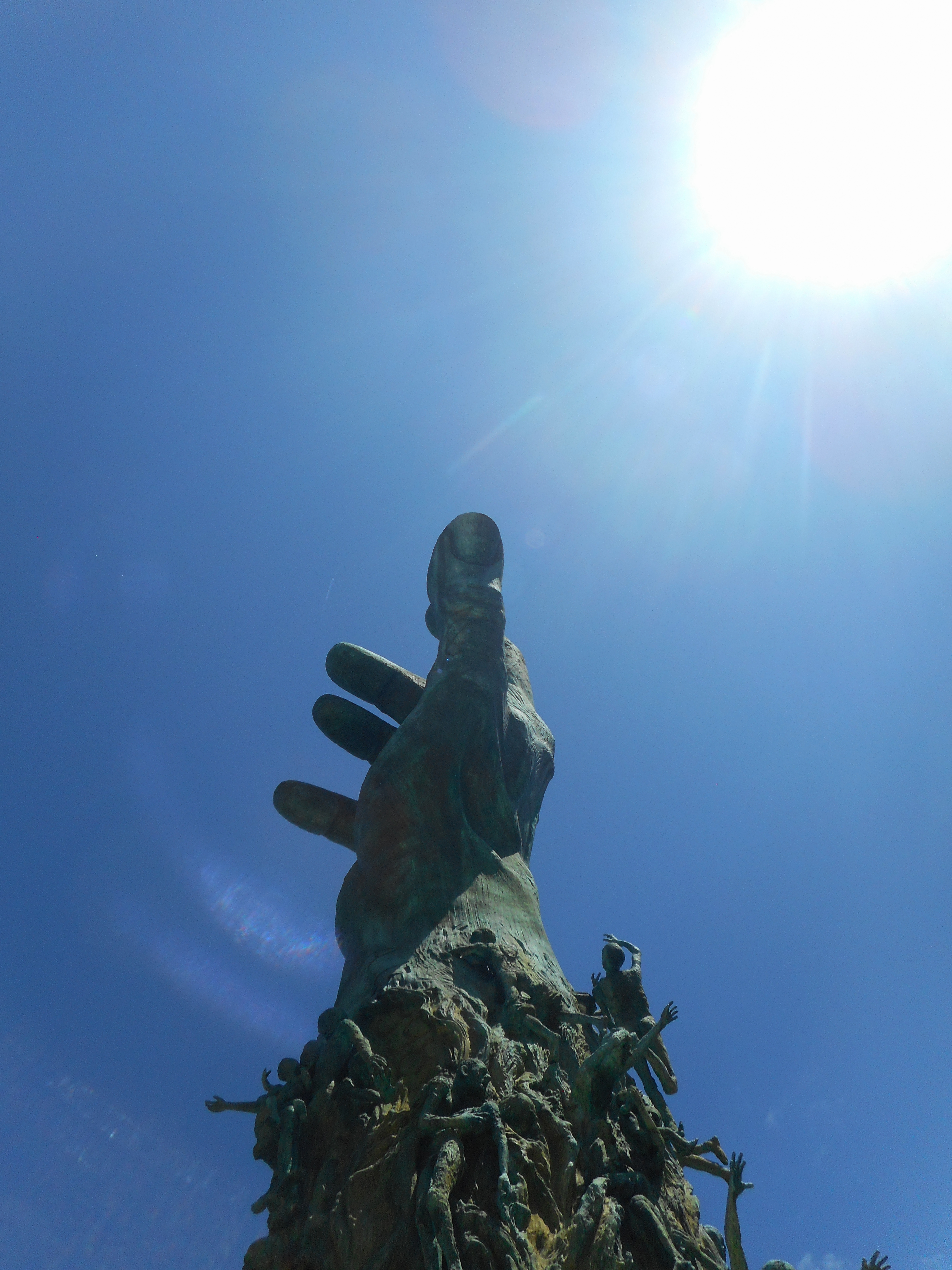
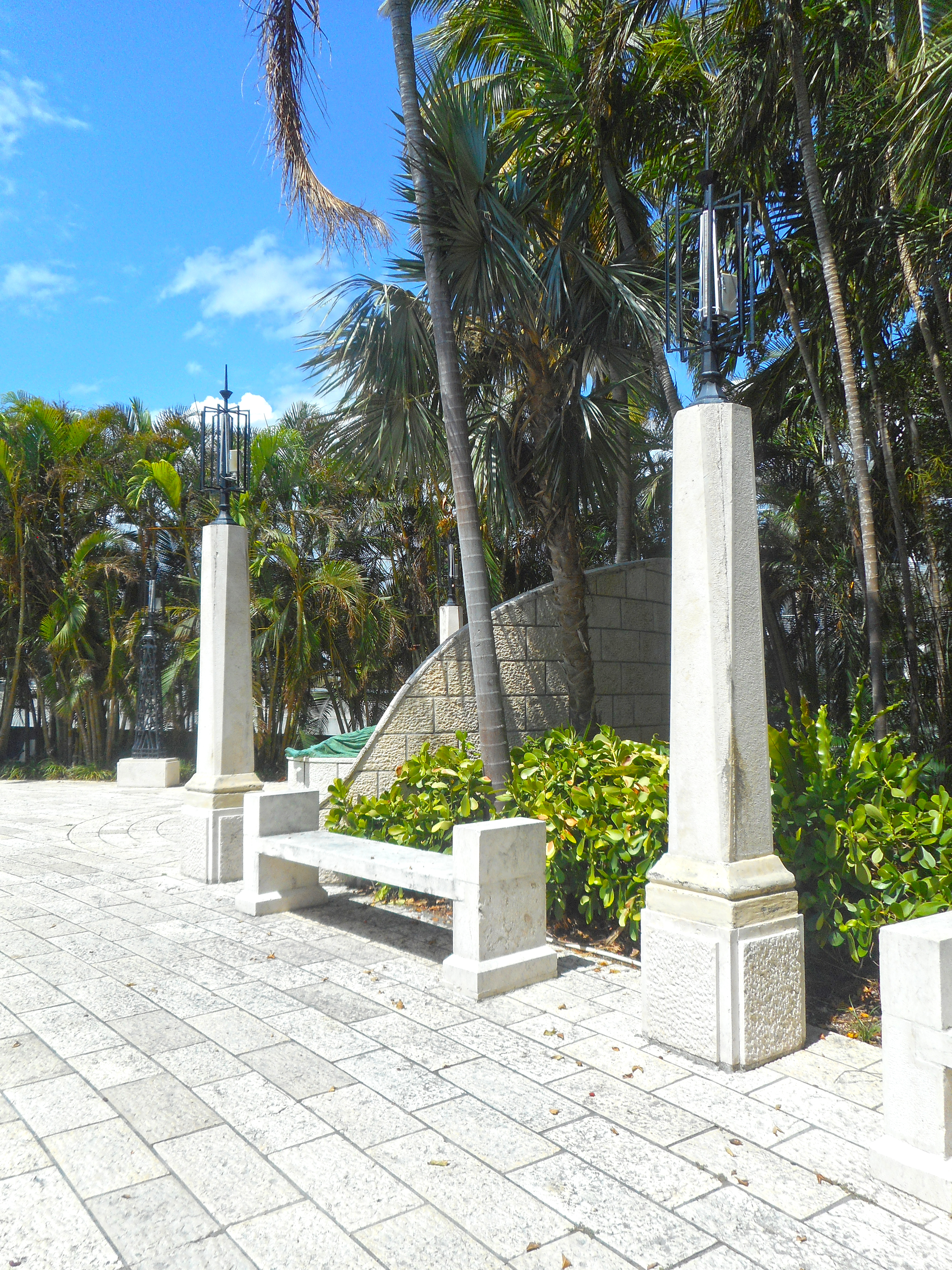
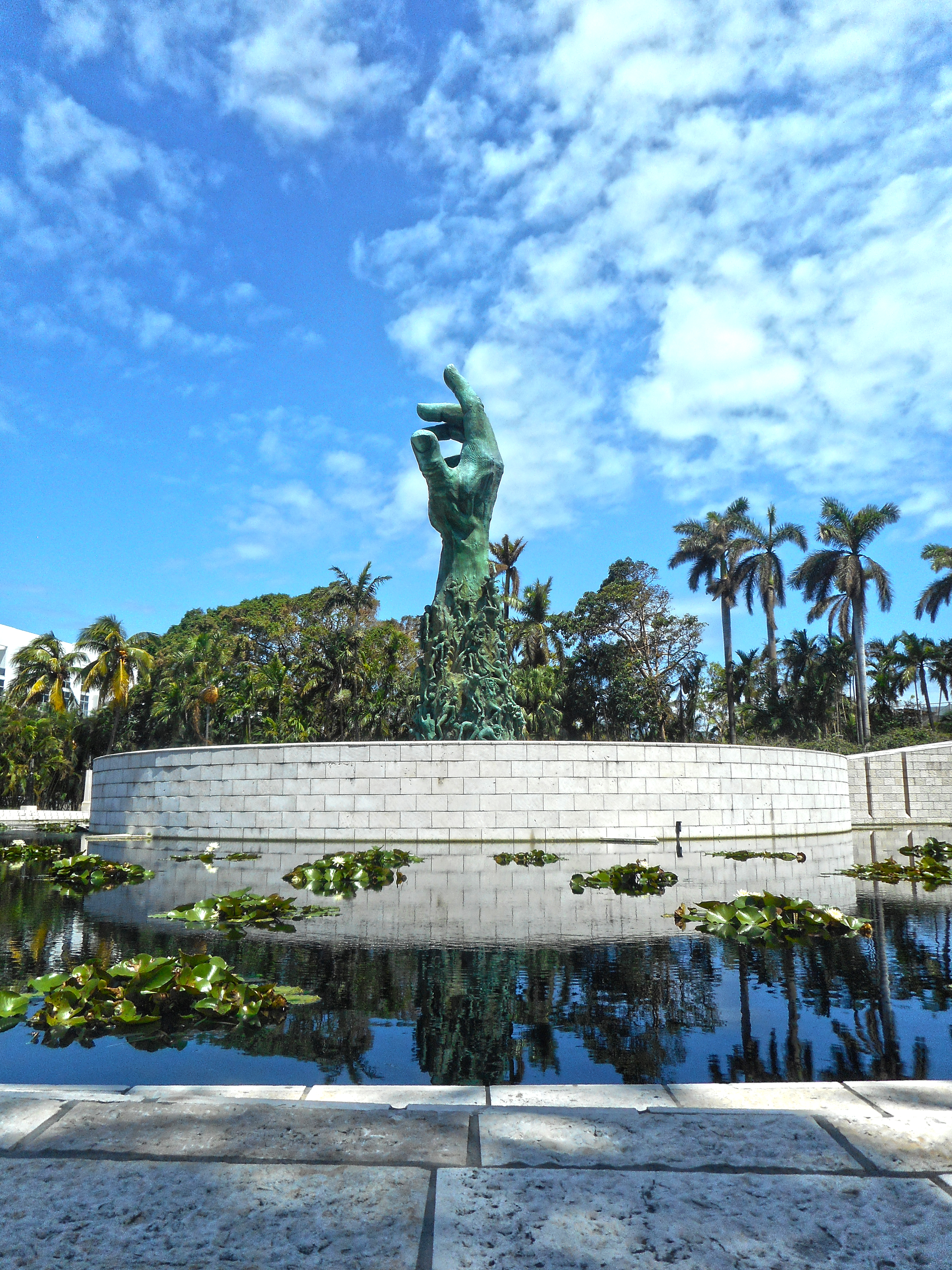